# Congresso della Repubblica (Portogallo)
Il Congresso della Repubblica (in portoghese Congresso da República) è stato l'organo legislativo della Prima repubblica portoghese.
Previsto dalla Costituzione del 1911 e proposto e ideato da António Machado Santos era costituito da una camera bassa denominata Camera dei Deputati, responsabile degli atti parlamentari più significativi, e da una camera alta denominata Senato, che riuniva i rappresentanti dei distretti amministrativi e delle province d'oltremare.
Entrambe le camere erano elette per suffragio diretto, eliminando la disparità prevista per l'elezione della Camera dei pari, elezione che avveniva per metodo indiretto, durante la monarchia costituzionale (1820–1910).
Al Congresso spettava anche l'elezione del Presidente della Repubblica nonché la sua rimozione.
L'ultima elezione per il Congresso si tenne nel 1925. L'anno successivo un colpo di Stato militare pose termine alla Prima repubblica e alle diverse istituzioni politiche, come anche il Congresso.

## Legislature[4]
| Elezioni        | Legislatura           | Inizio           | Fine            |
| --------------- | --------------------- | ---------------- | --------------- |
| 28 maggio 1911  | Assemblea costituente | 15 giugno 1911   | 25 agosto 1911  |
| 28 maggio 1911  | I                     | 26 agosto 1911   | 29 maggio 1915  |
| 13 giugno 1915  | II                    | 28 giugno 1915   | 6 dicembre 1917 |
| 28 aprile 1918  | III                   | 14 luglio 1918   | 7 novembre 1918 |
| 11 maggio 1919  | IV                    | 25 maggio 1919   | 31 maggio 1921  |
| 10 luglio 1921  | V                     | 31 luglio 1921   | 6 novembre 1921 |
| 29 gennaio 1922 | VI                    | 15 febbraio 1922 | 14 aprile 1924  |
| 8 novembre 1925 | VII                   | 2 dicembre 1925  | 30 maggio 1926  |